# بيل ويب
بيل ويب (بالإنجليزية: Bill Webb)‏ هو لاعب كرة قاعدة أمريكي، ولد في 12 ديسمبر 1913 في أتلانتا في الولايات المتحدة، وتوفي في 1 يونيو 1994 في أوستيل في الولايات المتحدة.

## وصلات خارجية
- بيل ويب على موقع دوري كرة القاعدة الرئيسي (الإنجليزية)
- بيل ويب على موقعبيزبول رفرنس.كوم (الدوري الرئيسي) (الإنجليزية)
- بيل ويب على موقعبيزبول رفرنس.كوم (الدوري الثانوي) (الإنجليزية)
- بيل ويب على موقع مشجعي الرسوم البيانية (الإنجليزية)